# Альтенкирхен (Рюген)
Альтенкирхен (нем. Altenkirchen) — село в северной части полуострова Виттов на острове Рюген, который находится в Балтийском море. Административно принадлежит к немецкой земле Мекленбург-Передняя Померания. Село расположено на месте славянского города Аркона. В Старой церкви Альтенкирхена находится так называемый «камень Свантевита» (Svantevitstein).
Население 1023 человек (2009); в 2003 г. — 1174.

## Галерея
- Так называемый «камень Свантевита» (Svantevitstein) в Старой церкви
- Старая церковь
- Приходская церковь Альтенкирхена
- Церковь и погост с гробницами
- Часы на колокольне
- Дома в Альтенкирхене
- Рыбацкие дома в Гуддеритце 1962/63 год

## Известные уроженцы
- Козегартен, Иоанн Готтфрид Людвиг